# Claudiu Eugen Ionescu
Claudiu Eugen Ionescu, romunski rokometaš, * 24. avgust 1959, Constanţa.
Leta 1980 je na poletnih olimpijskih igrah v Moskvi v sestavi romunske rokometne reprezentance osvojil bronasto olimpijsko medaljo.